# Pleven
Pleven er en by i det nordlige Bulgarien med 99.220(2024) indbyggere. Byen er hovedstad i Pleven-provinsen.